# Peneothello cyanus
Peneothello cyanus là một loài chim trong họ Petroicidae.